# Großer Preis von Großbritannien 1981
Der Große Preis von Großbritannien 1981 (offiziell XXXIV Marlboro British Grand Prix) fand am 18. Juli auf dem Silverstone Circuit in Silverstone statt und war das neunte Rennen der Formel-1-Weltmeisterschaft 1981.

## Berichte

### Hintergrund

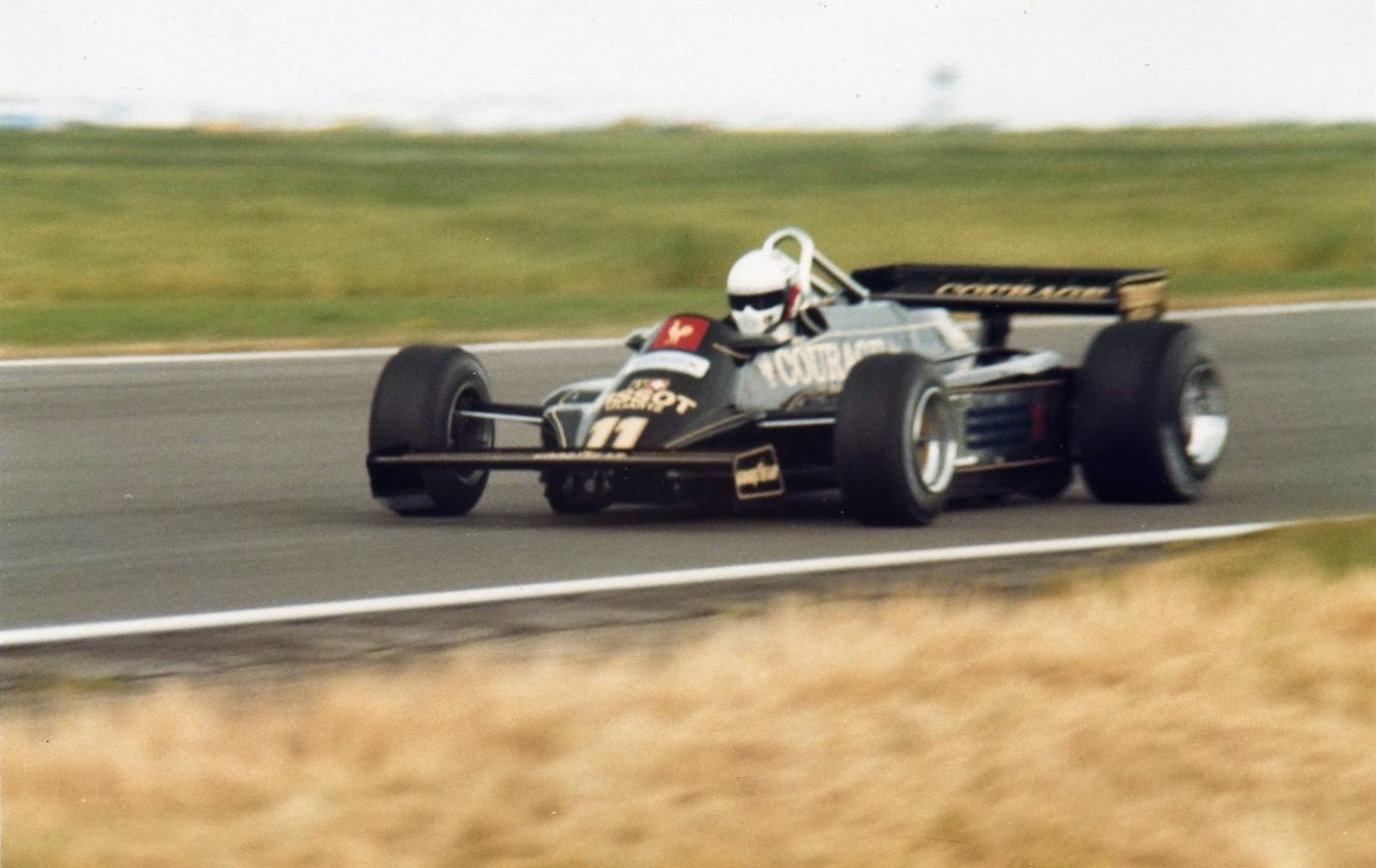
Elio de Angelis im Lotus 87

Vor dem neunten WM-Lauf des Jahres wurde Jean-Pierre Jarier als zweiter Osella-Pilot engagiert, welcher somit zu seinem 100. Grand Prix-Einsatz kam. Das Team Lotus versuchte ein weiteres Mal, den umstrittenen, inzwischen weiterentwickelten Lotus 88B mit Doppelchassis für das Rennwochenende zu melden. Während des Trainings wurde der Wagen erneut als nicht regelkonform eingestuft und sämtliche damit erzielten Rundenzeiten wurden gestrichen.
Mehrere Teams wechselten ihre Reifenpartner. So trat Lotus mit Goodyear-Reifen an und Arrows wählte Pirelli anstelle von Michelin.

### Training
Die beiden Renault-Piloten René Arnoux und Alain Prost qualifizierten sich für die erste Startreihe vor Nelson Piquet auf Brabham und Didier Pironi auf Ferrari. Die beiden McLaren-Stammfahrer John Watson und Andrea de Cesaris bildeten die dritte Startreihe vor dem amtierenden Weltmeister Alan Jones sowie Gilles Villeneuve.
Aufgrund der Aberkennung ihrer im ersten Qualifikationstraining am Freitag mit dem Lotus 88B erzielten Rundenzeiten waren die beiden Fahrer Elio de Angelis und Nigel Mansell gezwungen, sich während des zweiten Durchgangs am Samstag mit dem Lotus 87 zu qualifizieren. Mansell gelang dies nicht. Da zudem auch die beiden Toleman-Piloten Brian Henton und Derek Warwick erneut an der Qualifikation scheiterten, war Watson der einzige britische Teilnehmer, der in diesem Jahr seinen Heim-Grand-Prix bestreiten durfte.

### Rennen
Prost beendete die erste Runde als Führender vor Pironi, Villeneuve, Arnoux und Piquet. Bis zur dritten Runde kämpfte sich Arnoux an beiden Ferrari-Piloten vorbei und stellte die ursprüngliche Renault-Doppelführung wieder her, die sich aus dem Training ergeben hatte.
Kurz nachdem er von Piquet überholt worden war, drehte sich Villeneuve in der Woodcote-Kurve. Beim Versuch, dem Ferrari auszuweichen, kollidierte Jones mit diesem sowie mit dem McLaren MP4/1 von de Cesaris, der infolgedessen heftig in die Streckenbegrenzung einschlug. Villeneuves Wagen erschien zunächst noch fahrtüchtig, doch bereits nach wenigen Metern musste der Kanadier das Rennen aufgeben.
In der fünften Runde wurde Pironi von Piquet überholt. Aufgrund eines Reifenschadens verunfallte dieser jedoch in der zwölften Runde.
Watson, der ebenfalls durch die Kollision zwischen de Cesaris und Jones behindert worden war, hatte sich unterdessen an Mario Andretti und Carlos Reutemann vorbei auf den vierten Rang nach vorn gearbeitet. Durch Pironis Ausfall in der 14. Runde gelangte er auf den dritten Platz hinter den beiden Renault.
Der zu dem Zeitpunkt auf Platz sechs liegende Lotus-Pilot de Angelis wurde in Runde 25 wegen Ignorieren von gelben Flagge disqualifiziert.
Ein Motorschaden des Führenden Prost brachte Arnoux in der 18. Runde in Führung und Watson auf den zweiten Rang. Dahinter folgten Reutemann und Andretti sowie Riccardo Patrese und Héctor Rebaque.
Als ab der 50. Runde auch der zweite Renault-Motor Probleme bereitete, konnte Watson auf den Führenden aufschließen und ihn schließlich in Runde 60 überholen. Letztendlich erreichte Watson seinen zweiten Grand-Prix-Sieg fast fünf Jahre nach seinem Erfolg beim Großen Preis von Österreich 1976 vor Reutemann, Jacques Laffite, Eddie Cheever, Rebaque und Slim Borgudd.
Es handelte sich um den ersten Grand-Prix-Sieg eines Wagens mit aus kohlenstofffaserverstärktem Kunststoff gefertigtem Monocoque.

## Meldeliste
| Team                           | Nr. | Fahrer             | Chassis         | Motor                    | Reifen |
| ------------------------------ | --- | ------------------ | --------------- | ------------------------ | ------ |
| TAG Williams Team              | 01  | Alan Jones         | Williams FW07C  | Ford Cosworth DFV 3.0 V8 | G      |
| TAG Williams Team              | 02  | Carlos Reutemann   | Williams FW07C  | Ford Cosworth DFV 3.0 V8 | G      |
| Tyrrell Racing Team            | 03  | Eddie Cheever      | Tyrrell 010     | Ford Cosworth DFV 3.0 V8 | M      |
| Tyrrell Racing Team            | 04  | Michele Alboreto   | Tyrrell 010     | Ford Cosworth DFV 3.0 V8 | M      |
| Parmalat Racing Team           | 05  | Nelson Piquet      | Brabham BT49C   | Ford Cosworth DFV 3.0 V8 | G      |
| Parmalat Racing Team           | 06  | Héctor Rebaque     | Brabham BT49C   | Ford Cosworth DFV 3.0 V8 | G      |
| Marlboro McLaren International | 07  | John Watson        | McLaren MP4/1   | Ford Cosworth DFV 3.0 V8 | M      |
| Marlboro McLaren International | 08  | Andrea de Cesaris  | McLaren MP4/1   | Ford Cosworth DFV 3.0 V8 | M      |
| Team ATS                       | 09  | Slim Borgudd       | ATS D5          | Ford Cosworth DFV 3.0 V8 | A      |
| John Player Team Lotus         | 11  | Elio de Angelis    | Lotus 87        | Ford Cosworth DFV 3.0 V8 | G      |
| John Player Team Lotus         | 11  | Elio de Angelis    | Lotus 88B       | Ford Cosworth DFV 3.0 V8 | G      |
| John Player Team Lotus         | 12  | Nigel Mansell      | Lotus 87        | Ford Cosworth DFV 3.0 V8 | G      |
| John Player Team Lotus         | 12  | Nigel Mansell      | Lotus 88B       | Ford Cosworth DFV 3.0 V8 | G      |
| Ensign Racing                  | 14  | Eliseo Salazar     | Ensign N180B    | Ford Cosworth DFV 3.0 V8 | A      |
| Équipe Renault Elf             | 15  | Alain Prost        | Renault RE30    | Renault EF1 1.5 V6t      | M      |
| Équipe Renault Elf             | 16  | René Arnoux        | Renault RE30    | Renault EF1 1.5 V6t      | M      |
| March Grand Prix Team          | 17  | Derek Daly         | March 811       | Ford Cosworth DFV 3.0 V8 | A      |
| Fittipaldi Automotive          | 20  | Keke Rosberg       | Fittipaldi F8C  | Ford Cosworth DFV 3.0 V8 | M      |
| Fittipaldi Automotive          | 21  | Chico Serra        | Fittipaldi F8C  | Ford Cosworth DFV 3.0 V8 | M      |
| Marlboro Team Alfa Romeo       | 22  | Mario Andretti     | Alfa Romeo 179B | Alfa Romeo 1260 3.0 V12  | M      |
| Marlboro Team Alfa Romeo       | 23  | Bruno Giacomelli   | Alfa Romeo 179B | Alfa Romeo 1260 3.0 V12  | M      |
| Équipe Talbot Gitanes          | 25  | Patrick Tambay     | Ligier JS17     | Matra MS81 3.0 V12       | M      |
| Équipe Talbot Gitanes          | 26  | Jacques Laffite    | Ligier JS17     | Matra MS81 3.0 V12       | M      |
| Scuderia Ferrari SpA SEFAC     | 27  | Gilles Villeneuve  | Ferrari 126CK   | Ferrari 021 1.5 V6t      | M      |
| Scuderia Ferrari SpA SEFAC     | 28  | Didier Pironi      | Ferrari 126CK   | Ferrari 021 1.5 V6t      | M      |
| Ragno Arrows Beta Racing Team  | 29  | Riccardo Patrese   | Arrows A3B      | Ford Cosworth DFV 3.0 V8 | P      |
| Ragno Arrows Beta Racing Team  | 30  | Siegfried Stohr    | Arrows A3B      | Ford Cosworth DFV 3.0 V8 | P      |
| Osella Squadra Corse           | 31  | Beppe Gabbiani     | Osella FA1B     | Ford Cosworth DFV 3.0 V8 | M      |
| Osella Squadra Corse           | 32  | Jean-Pierre Jarier | Osella FA1B     | Ford Cosworth DFV 3.0 V8 | M      |
| Theodore Racing Team           | 33  | Marc Surer         | Theodore TY01   | Ford Cosworth DFV 3.0 V8 | A      |
| Candy Toleman Motorsport       | 35  | Brian Henton       | Toleman TG181   | Hart 415T 1.5 L4t        | P      |
| Candy Toleman Motorsport       | 36  | Derek Warwick      | Toleman TG181   | Hart 415T 1.5 L4t        | P      |

Anmerkungen
1. 1 2  Der Lotus 88B wurde von beiden Fahrern nur am ersten Trainingstag eingesetzt.

## Klassifikationen

### Qualifying
| Pos. | Fahrer             | Konstrukteur    | Qualifikationstraining 1 | Qualifikationstraining 1 | Qualifikationstraining 2 | Qualifikationstraining 2 | Start |
| Pos. | Fahrer             | Konstrukteur    | Zeit                     | Ø-Geschwindigkeit        | Zeit                     | Ø-Geschwindigkeit        | Start |
| ---- | ------------------ | --------------- | ------------------------ | ------------------------ | ------------------------ | ------------------------ | ----- |
| 01   | René Arnoux        | Renault         | 1:12,158                 | 235,433 km/h             | 1:11,000                 | 239,273 km/h             | 01    |
| 02   | Alain Prost        | Renault         | 1:12,237                 | 235,176 km/h             | 1:11,046                 | 239,118 km/h             | 02    |
| 03   | Nelson Piquet      | Brabham-Ford    | 1:12,328                 | 234,880 km/h             | 1:11,952                 | 236,107 km/h             | 03    |
| 04   | Didier Pironi      | Ferrari         | 1:14,070                 | 229,356 km/h             | 1:12,644                 | 233,858 km/h             | 04    |
| 05   | John Watson        | McLaren-Ford    | 1:13,370                 | 231,544 km/h             | 1:12,712                 | 233,640 km/h             | 05    |
| 06   | Andrea de Cesaris  | McLaren-Ford    | 1:13,976                 | 229,647 km/h             | 1:12,728                 | 233,588 km/h             | 06    |
| 07   | Alan Jones         | Williams-Ford   | 1:12,998                 | 232,724 km/h             | 1:13,250                 | 231,924 km/h             | 07    |
| 08   | Gilles Villeneuve  | Ferrari         | 1:14,182                 | 229,010 km/h             | 1:13,311                 | 231,731 km/h             | 08    |
| 09   | Carlos Reutemann   | Williams-Ford   | 1:13,467                 | 231,239 km/h             | 1:13,371                 | 231,541 km/h             | 09    |
| 10   | Riccardo Patrese   | Arrows-Ford     | 1:15,217                 | 225,859 km/h             | 1:13,762                 | 230,314 km/h             | 10    |
| 11   | Mario Andretti     | Alfa Romeo      | 1:14,440                 | 228,216 km/h             | 1:13,928                 | 229,797 km/h             | 11    |
| 12   | Bruno Giacomelli   | Alfa Romeo      | 1:14,119                 | 229,204 km/h             | 1:14,442                 | 228,210 km/h             | 12    |
| 13   | Héctor Rebaque     | Brabham-Ford    | 1:14,594                 | 227,745 km/h             | 1:14,542                 | 227,904 km/h             | 13    |
| 14   | Jacques Laffite    | Ligier-Matra    | 1:15,313                 | 225,571 km/h             | 1:14,798                 | 227,124 km/h             | 14    |
| 15   | Patrick Tambay     | Ligier-Matra    | 1:15,656                 | 224,548 km/h             | 1:14,976                 | 226,585 km/h             | 15    |
| 16   | Keke Rosberg       | Fittipaldi-Ford | 1:16,695                 | 221,506 km/h             | 1:15,165                 | 226,015 km/h             | 16    |
| 17   | Derek Daly         | March-Ford      | 1:15,189                 | 225,943 km/h             | 1:15,303                 | 225,601 km/h             | 17    |
| 18   | Siegfried Stohr    | Arrows-Ford     | 1:17,229                 | 219,974 km/h             | 1:15,304                 | 225,598 km/h             | 18    |
| 19   | Michele Alboreto   | Tyrrell-Ford    | 1:16,446                 | 222,227 km/h             | 1:15,850                 | 223,974 km/h             | 19    |
| 20   | Jean-Pierre Jarier | Osella-Ford     | 1:15,943                 | 223,699 km/h             | 1:15,898                 | 223,832 km/h             | 20    |
| 21   | Slim Borgudd       | ATS-Ford        | 1:16,758                 | 221,324 km/h             | 1:15,959                 | 223,652 km/h             | 21    |
| 22   | Elio de Angelis    | Lotus-Ford      | keine Zeit               | –                        | 1:15,971                 | 223,617 km/h             | 22    |
| 23   | Eddie Cheever      | Tyrrell-Ford    | 1:16,381                 | 222,417 km/h             | 1:16,099                 | 223,241 km/h             | 23    |
| 24   | Marc Surer         | Theodore-Ford   | 1:17,124                 | 220,274 km/h             | 1:16,155                 | 223,077 km/h             | 24    |
| DNQ  | Chico Serra        | Fittipaldi-Ford | 1:18,173                 | 217,318 km/h             | 1:16,360                 | 222,478 km/h             | –     |
| DNQ  | Brian Henton       | Toleman-Hart    | 1:16,388                 | 222,396 km/h             | 1:19,602                 | 213,417 km/h             | –     |
| DNQ  | Nigel Mansell      | Lotus-Ford      | keine Zeit               | –                        | 1:16,432                 | 222,268 km/h             | –     |
| DNQ  | Eliseo Salazar     | Ensign-Ford     | 1:17,053                 | 220,477 km/h             | 1:16,694                 | 221,509 km/h             | –     |
| DNQ  | Derek Warwick      | Toleman-Hart    | 1:17,998                 | 217,806 km/h             | 1:16,891                 | 220,941 km/h             | –     |
| DNQ  | Beppe Gabbiani     | Osella-Ford     | 1:20,377                 | 211,359 km/h             | 1:17,784                 | 218,405 km/h             | –     |

Anmerkungen
1. 1 2  Die Rundenzeiten aus dem ersten Qualifikationstraining wurden den beiden Lotus-Piloten aberkannt, da sie mit dem als nicht regelkonform eingestuften Lotus 88B erzielt worden waren.

### Rennen
| Pos. | Fahrer             | Konstrukteur    | Runden | Stopps | Zeit       | Start | Schnellste Runde |
| ---- | ------------------ | --------------- | ------ | ------ | ---------- | ----- | ---------------- |
| 01   | John Watson        | McLaren-Ford    | 68     | 0      | 1:26:54,80 | 05    | 1:15,32          |
| 02   | Carlos Reutemann   | Williams-Ford   | 68     | 0      | + 40,65    | 09    | 1:15,89          |
| 03   | Jacques Laffite    | Ligier-Matra    | 67     | 0      | + 1 Runde  | 14    | 1:17,03          |
| 04   | Eddie Cheever      | Tyrrell-Ford    | 67     | 0      | + 1 Runde  | 23    | 1:17,18          |
| 05   | Héctor Rebaque     | Brabham-Ford    | 67     | 2      | + 1 Runde  | 13    | 1:15,84          |
| 06   | Slim Borgudd       | ATS-Ford        | 67     | 0      | + 1 Runde  | 21    | 1:17,44          |
| 07   | Derek Daly         | March-Ford      | 66     | 1      | + 2 Runden | 17    | 1:16,51          |
| 08   | Jean-Pierre Jarier | Osella-Ford     | 65     | 1      | + 3 Runden | 20    | 1:17,64          |
| 09   | René Arnoux        | Renault         | 64     | 0      | DNF        | 01    | 1:15,067 (50.)   |
| 10   | Riccardo Patrese   | Arrows-Ford     | 64     | 0      | DNF        | 10    | 1:16,11          |
| 11   | Marc Surer         | Theodore-Ford   | 61     | 0      | DNF        | 24    | 1:17,07          |
| –    | Mario Andretti     | Alfa Romeo      | 59     | 0      | DNF        | 11    | 1:17,16          |
| –    | Keke Rosberg       | Fittipaldi-Ford | 56     | 0      | DNF        | 16    | 1:18,40          |
| –    | Alain Prost        | Renault         | 17     | 0      | DNF        | 02    | 1:15,19          |
| –    | Patrick Tambay     | Ligier-Matra    | 15     | 2      | DNF        | 15    | 1:18,23          |
| –    | Didier Pironi      | Ferrari         | 13     | 0      | DNF        | 04    | 1:17,44          |
| –    | Nelson Piquet      | Brabham-Ford    | 11     | 0      | DNF        | 03    | 1:15,33          |
| –    | Bruno Giacomelli   | Alfa Romeo      | 5      | 0      | DNF        | 12    | 1:17,79          |
| –    | Gilles Villeneuve  | Ferrari         | 4      | 0      | DNF        | 08    | 1:17,70          |
| –    | Alan Jones         | Williams-Ford   | 3      | 0      | DNF        | 07    | 1:17,20          |
| –    | Andrea de Cesaris  | McLaren-Ford    | 3      | 0      | DNF        | 06    | 1:16,88          |
| –    | Michele Alboreto   | Tyrrell-Ford    | 1      | 0      | DNF        | 19    | 2:49,45          |
| –    | Siegfried Stohr    | Arrows-Ford     | 0      | 0      | DNF        | 18    | –                |
| DSQ  | Elio de Angelis    | Lotus-Ford      | 25     | 0      | –          | 22    | 1:17,12          |

## WM-Stände nach dem Rennen
Die ersten sechs des Rennens bekamen 9, 6, 4, 3, 2 bzw. 1 Punkt(e). In der Fahrerwertung wurden die besten elf Resultate, in der Konstrukteurswertung alle Resultate gewertet.

### Fahrerwertung
| Pos. | Fahrer            | Konstrukteur                | Punkte |
| ---- | ----------------- | --------------------------- | ------ |
| 01   | Carlos Reutemann  | Williams-Ford               | 43     |
| 02   | Nelson Piquet     | Brabham-Ford                | 26     |
| 03   | Alan Jones        | Williams-Ford               | 24     |
| 04   | Jacques Laffite   | Ligier-Matra                | 21     |
| 05   | Gilles Villeneuve | Ferrari                     | 21     |
| 06   | John Watson       | McLaren-Ford                | 19     |
| 07   | Alain Prost       | Renault                     | 13     |
| 08   | Riccardo Patrese  | Arrows-Ford                 | 10     |
| 09   | Eddie Cheever     | Tyrrell-Ford                | 8      |
| 10   | Elio de Angelis   | Lotus-Ford                  | 8      |
| 11   | Didier Pironi     | Ferrari                     | 7      |
| 12   | Héctor Rebaque    | Brabham-Ford                | 5      |
| 13   | René Arnoux       | Renault                     | 5      |
| 14   | Nigel Mansell     | Lotus-Ford                  | 5      |
| 15   | Marc Surer        | Ensign-Ford / Theodore-Ford | 4      |
| 16   | Mario Andretti    | Alfa Romeo                  | 3      |
| 17   | Patrick Tambay    | Theodore-Ford / Ligier-Ford | 1      |

| Pos. | Fahrer                | Konstrukteur               | Punkte |
| ---- | --------------------- | -------------------------- | ------ |
| 18   | Andrea de Cesaris     | McLaren-Ford               | 1      |
| 19   | Slim Borgudd          | ATS-Ford                   | 1      |
| 20   | Chico Serra           | Fittipaldi-Ford            | 0      |
| 21   | Jean-Pierre Jarier    | Ligier-Matra / Osella-Ford | 0      |
| 22   | Bruno Giacomelli      | Alfa Romeo                 | 0      |
| 23   | Derek Daly            | March-Ford                 | 0      |
| 24   | Keke Rosberg          | Fittipaldi-Ford            | 0      |
| 25   | Siegfried Stohr       | Arrows-Ford                | 0      |
| 26   | Jan Lammers           | ATS-Ford                   | 0      |
| 27   | Michele Alboreto      | Tyrrell-Ford               | 0      |
| 28   | Ricardo Zunino        | Tyrrell-Ford               | 0      |
| 29   | Piercarlo Ghinzani    | Osella-Ford                | 0      |
| 30   | Eliseo Salazar        | March-Ford / Ensign-Ford   | 0      |
| –    | Miguel Ángel Guerra   | Osella-Ford                | 0      |
| –    | Beppe Gabbiani        | Osella-Ford                | 0      |
| –    | Jean-Pierre Jabouille | Ligier-Matra               | 0      |

### Konstrukteurswertung
| Pos. | Konstrukteur  | Punkte |
| ---- | ------------- | ------ |
| 01   | Williams-Ford | 67     |
| 02   | Brabham-Ford  | 31     |
| 03   | Ferrari       | 28     |
| 04   | Ligier-Matra  | 21     |
| 05   | McLaren-Ford  | 20     |
| 06   | Renault       | 18     |
| 07   | Lotus-Ford    | 13     |
| 08   | Arrows-Ford   | 10     |

| Pos. | Konstrukteur    | Punkte |
| ---- | --------------- | ------ |
| 09   | Tyrrell-Ford    | 8      |
| 10   | Ensign-Ford     | 4      |
| 11   | Alfa Romeo      | 3      |
| 12   | Theodore-Ford   | 1      |
| 13   | ATS-Ford        | 1      |
| 14   | Fittipaldi-Ford | 0      |
| 15   | Osella-Ford     | 0      |
| 16   | March-Ford      | 0      |